# Vranje Selo
 Vranje Selo  (olaszul:  Vragnasella / Vernisello) falu Horvátországban, Isztria megyében. Közigazgatásilag Vižinadához tartozik.

## Fekvése
Az Isztria középnyugati részén, Pazintól 22 km-re északnyugatra, községközpontjától 3 km-re nyugatra fekszik.

## Története
1880-ban 28, 1910-ben 31 lakosa volt. Az első világháború után a rapallói szerződés értelmében Isztria az Olasz Királysághoz került. A második világháború után Jugoszlávia része lett. A település Jugoszlávia felbomlása után 1991-ben a független Horvátország része lett. 2011-ben a falunak 55 lakosa volt. Lakói főként mezőgazdasággal foglalkoznak.

## Lakosság
| Lakosság változása | Lakosság változása | Lakosság változása | Lakosság változása | Lakosság változása | Lakosság változása | Lakosság változása | Lakosság változása | Lakosság változása | Lakosság változása | Lakosság változása | Lakosság változása | Lakosság változása | Lakosság változása | Lakosság változása | Lakosság változása |
| ------------------ | ------------------ | ------------------ | ------------------ | ------------------ | ------------------ | ------------------ | ------------------ | ------------------ | ------------------ | ------------------ | ------------------ | ------------------ | ------------------ | ------------------ | ------------------ |
| 1857               | 1869               | 1880               | 1890               | 1900               | 1910               | 1921               | 1931               | 1948               | 1953               | 1961               | 1971               | 1981               | 1991               | 2001               | 2011               |
| 0                  | 0                  | 28                 | 63                 | 30                 | 31                 | 0                  | 0                  | 41                 | 36                 | 28                 | 12                 | 5                  | 0                  | 0                  | 55                 |